# Georg Ludwig Carius
Georg Ludwig Carius (Bad Lauterberg im Harz, 24 de agosto de 1829 — Marburg, 24 de abril de 1875) foi um químico alemão.
Foi aluno de Friedrich Wöhler e assistente de Robert Bunsen durante seis anos. Foi diretor do Instituto de Química da Universidade de Marburg, de 1865 a 1875.